# 片男波部屋

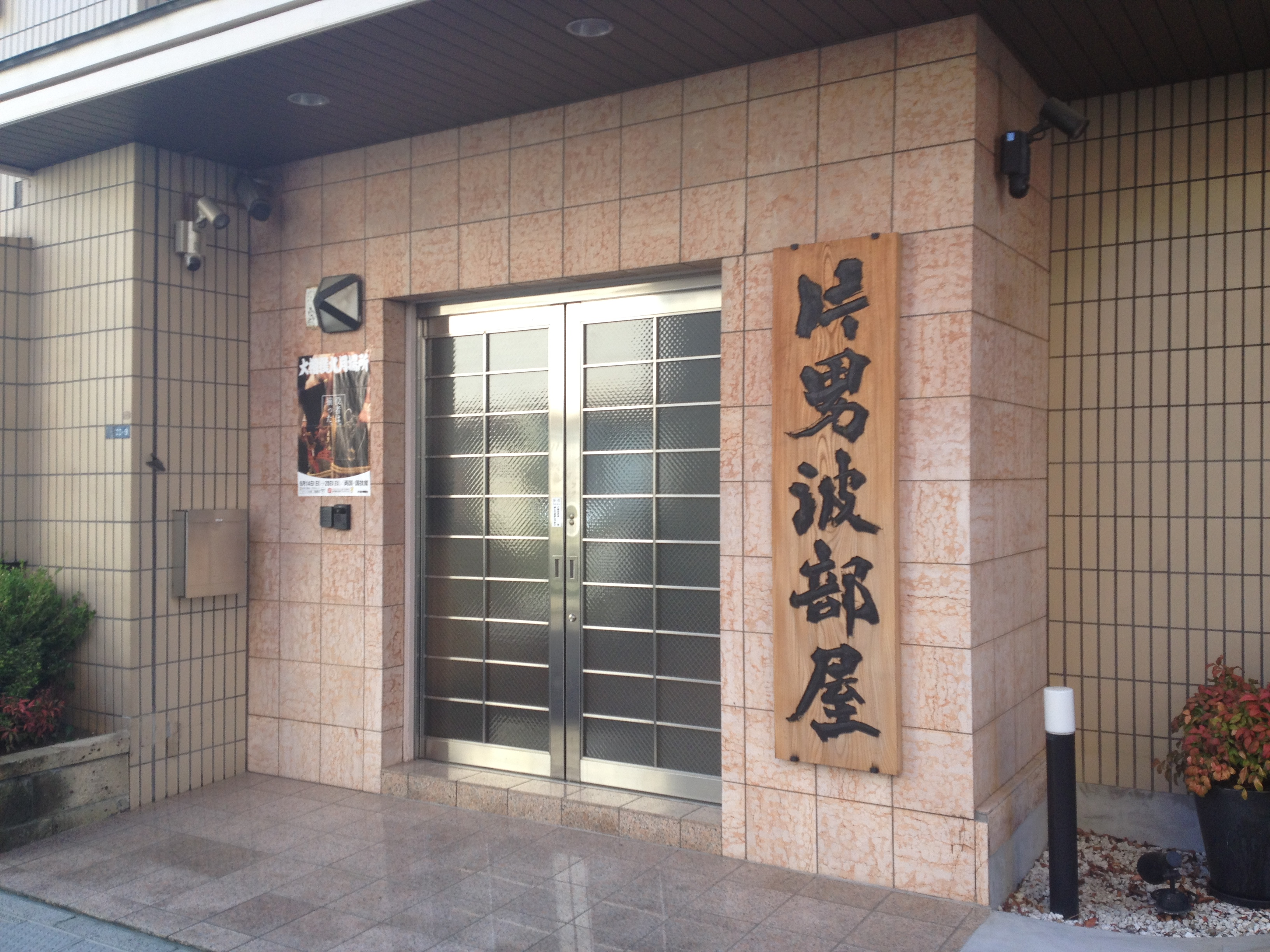
片男波部屋

片男波部屋（かたおなみべや）は、日本相撲協会所属で二所ノ関一門の相撲部屋。

## 歴史
1961年（昭和36年）1月場所限りで現役を引退し、以降は二所ノ関部屋の部屋付き親方となっていた年寄・12代片男波（元関脇・玉乃海）が19人の内弟子を集め、同年5月に二所ノ関部屋から分家独立する形で片男波部屋を創設した。ただし、当時の二所ノ関部屋の師匠である8代二所ノ関（元大関・佐賀ノ花）が、前頭・玉響や玉嵐、幕下・玉乃島（後の横綱・玉の海）などの12代片男波の内弟子である力士たちの片男波部屋への移籍に関しては1年待ってほしいと主張したため、とりあえず12代片男波の内弟子の移籍は保留されたままでの分家独立となった。
しかし、それから1年が経過しても12代片男波の内弟子たちの片男波部屋への移籍は実現せず、業を煮やした12代片男波は、1962年5月場所前に玉響改め新川・玉嵐・玉乃島たちの移籍届を日本相撲協会へ提出した。それに対抗して、8代二所ノ関はこの移籍を脱走と見做し、移籍届を出された力士19人中で成年に達していた者たちの廃業届を日本相撲協会へ提出し（玉嵐・玉乃島・幕下の新鋭であった玉兜ら4人は除外された）、8代二所ノ関と12代片男波の対立はさらに深まった。
1962年5月場所が始まっても廃業届を提出された力士たちは本場所に出場できないため、二所ノ関部屋の先代の師匠である7代二所ノ関（元関脇・玉ノ海）が仲裁に入り、8代二所ノ関が日本相撲協会へ提出した廃業届の取り下げと幕下以下の力士の翌7月場所からの移籍を認めることで8代二所ノ関と12代片男波の両者は合意した。しかし、廃業届を出された力士たちは番付を10枚も落とされた上に不出場期間は休場扱いとされてしまい、ほどなくして新川は廃業し、玉嵐の片男波部屋への移籍は翌1963年にまで持ち越されてしまった。
正式に玉嵐らの移籍が認められて以降、12代片男波は玉乃島（玉の海）を横綱にまで育て上げ、1971年10月に玉の海が急逝した後も関脇・玉ノ富士や小結・玉輝山、小結・玉龍などの関取を育て上げた。
12代片男波は自身の定年退職を目前に控えた1987年9月に逝去し、それに伴い、片男波部屋の部屋付き親方である11代湊川（元関脇・玉ノ富士）が13代片男波を襲名して片男波部屋を継承した。13代片男波は、関脇・玉春日や関脇・玉乃島などといった関取を育て上げた。
その後、2010年（平成22年）2月に片男波部屋の部屋付き親方である15代楯山（元関脇・玉春日）が13代片男波と名跡交換する形で14代片男波を襲名して片男波部屋の師匠に就任し、13代片男波は16代楯山を襲名して片男波部屋の部屋付き親方となった。現在は所属力士が4人というごく小規模な部屋となっている。もっとも、創意工夫によって人数の割には稽古が充実しているとするメディアの記事もある。その後、2014年11月24日に部屋付き親方だった18代放駒（元関脇・玉乃島）と11代二所ノ関（元幕内・玉力道）が松ヶ根部屋へ転籍をしている。
2019年1月場所において玉鷲が幕内最高優勝を果たし、同部屋では1971年7月場所の玉の海以来48年ぶりとなる優勝力士が誕生した。2020年（令和2年）7月13日には15代中川（元幕内・旭里）による弟子への暴力事件で閉鎖された中川部屋から、幕下・旭蒼天（移籍後に玉正鳳と改名）と呼出1人を受け入れ、2021年12月24日には放駒部屋から床山1人を受け入れた。
2023年9月場所時点では、序二段の玉天翔と玉の寅が本場所の取組が終わり次第ちゃんこ番のために部屋に帰り、午後には付け人の仕事のために国技館に戻ってくるという、若い衆がちゃんこ番・付け人の仕事のためにフル回転している状況。玉天翔と玉の寅は角界入り前は料理経験が無かったが、幕下暮らしの長かった玉正鳳にちゃんこ番として育ててもらい、雑用や付け人の仕事も随分と教わったそうである。
2025年9月29日に部屋付き親方の17代熊ヶ谷（元前頭・玉飛鳥）が同じ二所ノ関一門所属の大嶽部屋を継承することが同年7月31日開催の理事会で承認された。
部屋創設以降、所属力士の四股名には12代片男波の現役時代の四股名から取った「玉」という1字を付けるのが伝統とされている。

## 所在地
- 東京都墨田区石原1-33-9
- JR総武線両国駅徒歩15分

## 師匠
- 12代：片男波太三郎（かたおなみ だいざぶろう、関脇・玉乃海、大分）
- 13代：片男波大造（かたおなみ だいぞう、関脇・玉ノ富士、栃木）
- 14代：片男波良二（かたおなみ りょうじ、関脇・玉春日、愛媛）

## 年寄
- 熊ヶ谷大輔（くまがたに だいすけ、前頭9・玉飛鳥、愛知）

## 力士

### 現役の関取経験力士
- 玉鷲一朗（関脇・モンゴル）13代、14代弟子
- 玉正鳳萬平（前16・モンゴル）14代弟子※中川部屋から移籍

### 横綱・大関
横綱
- 玉の海正洋[注 5]（51代・愛知）12代弟子※二所ノ関部屋から移籍

### 幕内
関脇
- 玉ノ富士茂（栃木）12代弟子
- 玉春日良二（愛媛）13代弟子
- 玉乃島新（福島）13代、14代弟子

小結
- 玉輝山正則（福岡）12代弟子
- 玉龍大蔵（長崎）12代、13代弟子

前頭
- 玉嵐孝平（前4・北海道）12代弟子※二所ノ関部屋から移籍
- 玉海力剛（前8・東京）12代、13代弟子
- 玉力道栄来（前8・東京）13代弟子
- 玉飛鳥大輔（前9・愛知）13代、14代弟子

### 十両
- 玉ノ国光国（十7・福島）13代弟子
- 浪速龍功（十10・大阪）12代弟子

## 旧・片男波部屋
歴史上初めて確認できる片男波部屋は1846年（弘化3年）に引退した雷部屋の十両4・温海嶽幸助が興したものである。この片男波部屋は1代で消滅した後、1880年代に玉垣部屋に所属する中ノ関が二枚鑑札で6代片男波を襲名して片男波部屋を再興したが、7代片男波（元三段目・高緑）の代に入ってから片男波部屋は再び閉鎖された。
1939年（昭和14年）に8代片男波（元幕内・開月）が花籠部屋から分家独立する形で片男波部屋を再興したものの、1942年に片男波部屋は再び花籠部屋に吸収された。片男波部屋が閉鎖された後に幕内に昇進した力士に藤田山がいた。6代・7代片男波による片男波部屋と8代片男波による片男波部屋には系統的つながりはない。